# Рашівка (притока Сули)
Рашівка — річка в Україні, у Роменському районі Сумської області. Права притока Сули (басейн Дніпра).

## Опис
Довжина річки 23 км., похил річки — 2,4 м/км. Площа басейну 71,1 км².

## Розташування
Бере початок на південному сході від села Великі Бубни. Тече переважно на південний схід через Салогубівку і біля Попівки впадає у річку Сулу, ліву притоку Дніпра.
Населені пункти вздовж берегової смуги: Ріпки, Довгоплівка, Левченки, Коржі, Садове.
Річку перетинає автошлях Н07